# Špilje Longmen
Špilje Longmen (kineski 龍門石窟; pinyin: lóngmén shíkū, što znači „Špilje zmajevih vrata”), poznate i kao Šuma drevnih stela, čine sustav od stotinjak tisuća figura Buda i njegovih učenika, isklesanih u 1.400 dubokih niša i špilja litica planina Xiang Shan i Longmen Shan, 12 km južno od današnjeg grada Luoyanga, u današnjoj kineskoj pokrajini Henan. One su jedni od najznamenitijih djela budističke umjetnosti, a ovo područje je nekada bilo poznato kao Yique („Vrata rijeke Yi”) jer rijeka prolazi između isklesanih stijena dvaju planina, i to mjesto podsjeća na tradicionalne kineske tornjeve koji su uokviravali gradska vrata 
God. 2000., Longmen špilje su upisane na UNESCO-ov popis mjesta svjetske baštine u Aziji kao „izvanredna manifestacija ljudske umjetničke kreativnosti, usavršavanja izvorne umjentičke forme i kao utjelovljenje kulture dinastije Tang”.

## Povijest
Radovi na Longmen špiljama su započeli 493. godine kada je car dinastije sjeverni Wei, Xiaowen, premjestio svoju prijestolnicu u Luoyang. U sljedećim stoljećima radovi su se nastavili u nekoliko etapa:
Prvo razdoblje, od 493. do 534. godine, je bilo razdoblje intenzivnog klesanja otvora, a prva špilja je bila Guyangdong (poznata i kao Shiku hram) koju je, prema pronađenim zabilješkama, klesalo više od 200 radnika. Car Xuanwu je dao isklesati dvije špilje u sjećanje na svog oca Xiaowena i jednu za svoju majku, Wenzhao. Te špilje su poznate kao Tri Binyang špilje (Binyangsandong), a trebalo je 24 godine kako bi se dovršile. Uslijedile su brojne druge raznih veličina na Zapadnom brdu, i čine oko 30% od ukupnog broja špilja
Uslijedilo je razdoblje slabe izgradnje malenih špilja od 524. do 626. godine zbog građanskog rata na ovom području između dvije kineske dinastije, Sui (581. – 618.) i Tang (618. – 907.).
Na vrhuncu dinastije Tang (626.) otpočelo je treće razdoblje u kojemu je ponovno procvao kineski budizam. To je bio umjetnički vrhunac Longmen špilja, osobito za vladavine cara Gaozanga i carice Wuzetian, koji su djelomice i živjeli u Luoyangu. Ovo razdoblje najbolje predtavlja skupina divovskih figura špilje Fengxiansi, koji se smatraju za remek-djela svjetskog značaja. U ovom razdoblju su nastale brojne špilje raznih veličina na oba brda i čine ok 60% od ukupnog broja špilja Longmena. Tada su izgrađeni i brojni budistički hramovi u slikovitom krajoliku. Danas su od njih ostale samo ruševine, ali su još uvijek važan dio kompleksa.
Posljednje razdoblje, od 755. do 1127. godine, tijekom kasnog razodblja dinastije Tang i za vrijeme sjeverne dinastije Song, bilo je vrijeme neznatne gradnje, a započelo je okupacijom Longmena, nakon pobune u 8. stoljeću, od kojega se ovo područje nikada nije oporavilo. Uslijedilo je vrijeme dinastija Jin i Yuan tijekom kojih se uopće nije radilo na Longmen špiljama.
Tijekom dinastija Ming (1368. – 1644.) i Qing (1644. – 1912.), longmen špiljama je priznata umjentička i kulturna vrijednost i prepoznate su kao nacionalno blago koje su počeli istraživati. Tijekom 1940-ih neke su kamene skulpture ukradene i prošvercane u inozemstvo, a uspostavom Narodne Republike Kine dobile msu državnu zaštitu.

## Odlike
U Longmenu se nalazi oko 100.000 skulptura, veličina od 25 mm do 17 m, a tu se također nalazi i skoro 2.500 stela s natpisima, te više od 60 budističkih pagoda. Špilje, isklesane u rasponu od 1 km s obje strane rijeke, su smještene u slikovitom krajoliku. Njih oko 30% potječu iz vremena sjeverne dinastije Wei, a 60% iz vremena dinastije Tang, dok samo 10% potječu iz kasnijih razdoblja kineske povijesti.

### Guyangdong
Guyangdong ili "Špilja starog sunca" je najstarija i ujedno najveća špilja Longmena. Nalazi se na središnjem dijelu Zapadnog brda i čine ga tri velike niše koje čine oblik potkove, sa središnjom velikom figurom Bude Šakjamunija i bodisatvama s obje njegove strane. S obje strane niša i u špiljama nalazi se oko 800 natpisa, što je najveći broj nađen na jednom mjestu u Kini. Na južnom i sjevernom zidu špilje nalaze se dva reda niša u kojima se nalazi veliki broj prizora s natpisima u kojima se opisuju razlozi njihova nastanka.

### Hram Fengxian
Nastao za dinastije Tang, on je najveća špilja u Longmenu visine 36 i duljine 41 metar. Na njemu je isklesano devet glavnih figura raznih izrarza lica u skladu s budističkim obredom i odnosa umjetnika.
Najznamenitiji je kip Bude Vairocana koji sjedi prekriženih nogu na osmerokutnom lotus prijestolju. Visok je 17,14 metara s četiri metra visokom glavom. Vairocana u Sutri znači „osvjetljavajući sve stvari”. Buda je blagošću ispunjen lik koji se sveto i ljubazno izražava elegantnim osmijehom. Prema natpisu na epigrafu, carica Wu Zetian je zajedno sa svojim sužnjima sudjelovala u „svečanosti uvođenja svjetlosti” (budistički blagoslov kojim Buda otvara duhovno svjetlo koje dijeli s drugima).
S obje strane Vairocana stoje dva kipa njegovih učenika, Kasyapa i Ananda, koji imaju mudre i pobožne izraze lica. Figure bodisatvi i deva se također nalaze u hramu. Neki imaju dostojanstvene i zamišljene izraze lica, dok su drugi izrazilica veličanstveni i vatreni.

### Špilja Wanfo (Tri Binyang špilje)
Špilja Wanfo iz 680. godine (dinastija Tang) sastoji se od dvije sobe kvadratnih ravnih krovova. Ime je dobila po 15.000 kipića Buda isklesanih u južnim i sjevernim zidovima špilje. Glavni Buda Amida sjedi na prijestolju od lotosa, te ima ozbiljno i svečano lice. Zid iza Amida je urešen s 54 lotusa na kojima se nalaze 54 Bodisatve u različitim pozama i s različitim izrazima lica. Osim toga, tu su i vjerni reljefi šarmantnih pjevača i plesača na zidu. Pjevači su s različitim vrstama instrumenata, a plesači plesne lagano i graciozno uz glazbu. Cijeli model u špilji stvora živo i veselo ozračje. Na južnom zidu izvan špilje je izrezbarien kip Kwan-Yina visok 85 cm, koji drži prozirnu bocu u lijevoj ruci i jelenov rep (kao simbol čišćenja duha) u desnoj.
- Prilaz špiljama
- Buda Vairocana s učenicima (Fenxian)
- Buda Vairocana
- Buda špilje Wanfo
- Likovi na bočnom zidu špilje Wanfo

## Vanjske poveznice
- (engl.) Službena stranica  Arhivirana inačica izvorne stranice od 2. prosinca 2010. (Wayback Machine) (engl.) Preuzeto 6. kolovoza 2011.
- (engl.) 360°  Panografije velike kvalitete na patrimonium-mundi.org
- Fotografije  Arhivirana inačica izvorne stranice od 15. svibnja 2017. (Wayback Machine)